# Nowy Dwór (Kowalowice)
Nowy Dwór – przysiółek wsi Kowalowice w Polsce, położony w województwie opolskim, w powiecie namysłowskim, w gminie Namysłów. Wchodzi w skład sołectwa Kowalowice.
W latach 1975–1998 przysiółek administracyjnie należał do ówczesnego województwa opolskiego.